# Michail Tjernov
Michail Alexandrovitj Tjernov (ryska: Михаи́л Александро́вич Черно́в), född 20 november 1891 i Vitjuga, död 15 mars 1938 i Kommunarka, Moskva, var en sovjetisk bolsjevikisk politiker. Tjernov tillhörde gammalbolsjevikerna.
Tjernov gick år 1909 med i Rysslands socialdemokratiska arbetareparti som mensjevik. År 1920 blev han medlem i Sovjetunionens kommunistiska parti. Åren 1925–1929 var han folkkommissarie för handel i Ukrainska socialistiska sovjetrepubliken. Tjernov hade under 1930-talet flera höga ämbeten, bland annat var han medlem av kommunistpartiets centralkommitté.
I samband med den stora terrorn greps Tjernov och åtalades vid den tredje och sista Moskvarättegången för sabotage och trotskistisk verksamhet samt epizooti. Han dömdes till döden och avrättades genom arkebusering i mars 1938. Tjernov blev rehabiliterad år 1988.